# Original Jazz Classics : série OJC 000
Pour les articles homonymes, voir OJC.
La série OJC 000 de Original Jazz Classics est une nomenclature de référence des disques LP 33 (10 ou 12") réédités et précédemment parus sous différents labels tels Fantasy Records, Riverside Records, Milestone Records, Contemporary Records, ou du large catalogue de Prestige Records avec les séries PRLP 7000 et New Jazz NJLP 8200. Les albums sont réédités avec l'intrégralité du graphisme de la pochette du pressage original en version disque LP 33 et reproduisent fidèlement son liner-notes. La numérotation est en principe chronologique par ordre de parution. Original Jazz Classics est un label subsidiaire de la maison de disques Fantasy Records.

## Catalogue discographique paru sous ce label

### 1982
- OJC 001 : Milt Jackson Quartet -  Milt Jackson Quartet (Réédition : Prestige PRLP 7003)
- OJC 002 : The Modern Jazz Quartet - Concorde (Réédition : Prestige PRLP 7005)
- OJC 003 : Gerry Mulligan - Mulligan Plays Mulligan (Réédition : Prestige PRLP 7006)
- OJC 004 : Miles Davis - The Musings of Miles (Réédition : Prestige PRLP 7003)
- OJC 005 : Miles Davis - Dig (Réédition : Prestige PRLP 7007)
- OJC 006 : Miles Davis - Miles (Réédition : Prestige PRLP 7020)
- OJC 007 : Sonny Rollins - Worktime (Réédition : PRLP 7022 + 3 bonus tracks)
- OJC 009 : Sonny Stitt - Sonny Stitt - Bud Powell - J.J. Johnson (Réédition : Prestige PRLP 7024 + 3 bonus tracks)
- OJC 010 : Thelonious Monk Trio - Thelonious Monk Trio (Réédition : Prestige PRLP 7027)
- OJC 011 : Sonny Rollins - With The Modern Jazz Quartet (Réédition : Prestige PRLP 7029)
- OJC 012 : Miles Davis And Milt Jackson - Miles Davis And Milt Jackson Quintet/Sextet (Réédition : Prestige PRLP 7034)
- OJC 013 : Gene Ammons - The Happy Blues (Réédition : Prestige PRLP 7039)
- OJC 014 : Gene Ammons - All Star Sessions (Réédition : Prestige PRLP 7050 + 3 bonus tracks)
- OJC 015 : The Billy Taylor Trio With Candido - The Billy Taylor Trio With Candido (Réédition : Prestige PRLP 7051)
- OJC 016 : Thelonious Monk - Monk (Réédition : Prestige PRLP 7053)
- OJC 017 : Clifford Brown - Memorial (Réédition : Prestige PRLP 7055)
- OJC 018 : Art Farmer/Donald Byrd - 2 Trumpets (Réédition : Prestige PRLP 7062)
- OJC 019 : Kenny Burrell - Kenny Burrell Quintet (Réédition : Prestige PRLP 7088)
- OJC 020 : John Coltrane - Coltrane (Réédition : Prestige PRLP 7105)
- OJC 021 : John Coltrane - Soultrane (Réédition : Prestige PRLP 7142)
- OJC 022 : Eric Dolphy Quintet - Outward Bound (Réédition : New Jazz NJLP 8236)
- OJC 023 : Eric Dolphy - Out There (Réédition : New Jazz NJLP 8252)
- OJC 024 : Thelonious Monk - Plays Duke Ellington (Réédition : Riverside RLP 12-201)
- OJC 025 : Bill Evans - New Jazz Conceptions (Réédition : Riverside RLP 12-223 + 1 bonus track)
- OJC 026 : Thelonious Monk - Brilliant Corners (Réédition : Riverside RLP 12-226)
- OJC 027 : Coleman Hawkins - The Hawk Flies High (Réédition : Riverside RLP 12-233)
- OJC 032 : Cannonball Adderley with Milt Jackson - Things Are Getting Better
- OJC 033 : Wynton Kelly - Kelly Blue
- OJC 034 : The Montgomery Brothers - The Montgomery Brothers
- OJC 036 : Wes Montgomery - The Incredible Jazz Guitar of Wes Montgomery
- OJC 037 : Bill Evans Trio - Explorations
- OJC 039 : Thelonious Monk with John Coltrane - Thelonious Monk with John Coltrane (voir aussi J946)
- OJC 040 : George Shearing And The Montgomery Brothers - George Shearing And The Montgomery Brothers

### 1983
- OJC 046 : Dave Brubeck Quartet, The - Jazz at Oberlin (voir aussi F-3-245)
- OJC 049 : Brew Moore - Brew Moore (voir aussi F-3-264)
- OJC 063 : Steve Lacy - Reflections
- OJC 070 : George Russell Sextet - Ezz-thetics (voir RLP 375)
- OJC 082 : Mal Waldron - The Quest (voir aussi NJ-8269)

### 1984
- OJC 096 : Coleman Hawkins - Soul
- OJC 099 : Oliver Nelson with Eric Dolphy - Straight Ahead
- OJC 102 : Ernie Henry - Presenting Ernie Henry
- OJC 114 : Charlie Parker - Bird on 52nd St. (voir F-6011)
- OJC 119 : Paul Desmond Quartet - Featuring Don Elliott (voir F-3235)
- OJC 121 : Stan Getz - Quartets
- OJC 124 : Sonny Rollins Quartet - Tenor Madness (voir P-7047)
- OJC 142 : Cannonball Adderley Sextet, The - In New York

### 1985
- OJC-206 : Thelonious Monk Quartet, The - Misterioso (voir RLP-1133)

### 1986
- OJC 231 : Thelonious Monk - Thelonious Alone in San Francisco
- OJC 235 : Vince Guaraldi Trio - A Flower Is a Lovesome Thing (voir F3257)

### 1987
- OJC 260 : Milt Jackson Sextet - Invitation
- OJC 275 : Stan Getz - Stan Getz with Cal Tjader

### 1988
- OJC 276 : Mongo Santamaría - Yambu (voir F-8012)
- OJC 281 : Mongo Santamaría Y Su Orquesta - Sabroso!
- OJC 285 : Cal Tjader - Plays Harold Arlen
- OJC 291 : Sonny Rollins - Saxophone Colossus (voir P-7079)
- OJC 305 : The Thelonious Monk Quartet - Thelonious Monk Quartet Plus Two at the Blackhawk (voir RLP-1171)
- OJC 312 : Sonny Rollins - Next Album
- OJC 340 : Sonny Rollins - Sonny Rollins and the Contemporary Leaders

### 1989
- OJC 352 : John Coltrane - Black Pearls
- OJC 359 : Clifford Brown - The Clifford Brown Big Band in Paris (voir P-7840)
- OJC 365 : George Russell Septet - The Stratus Seekers
- OJC 366 : Milt Jackson - Big Bags
- OJC 372 : Tommy Flanagan - Montreux '77 (en)
- OJC 373 : Roy Eldridge - Montreux '77
- OJC 376 : Ella Fitzgerald - Montreux '77 (en)
- OJC 377 : Count Basie - Montreux '77 (en)
- OJC 378 : Oscar Peterson - Montreux '77
- OJC 379 : Count Basie Jam - Montreux '77 (en)
- OJC 382 : Joe Pass - Montreux '77
- OJC 383 : Oscar Peterson and the Bassists - Montreux '77 (en)
- OJC 384 : Eddie "Lockjaw" Davis - Montreux '77
- OJC 393 : John Coltrane - Dakar
- OJC 399 : Yusef Lateef - Other Sounds
- OJC 415 : John Coltrane - Bahia

### 1990
- OJC 434 : Bill Evans Trio, The - Moon Beams
- OJC 441 : Stéphane Grappelli / Joe Pass / Niels-Henning Ørsted Pedersen - Tivoli Gardens

### 1991
- OJC 641 : Red Norvo Trio, The - Red Norvo Trio
- OJC 646 : Max Roach Quartet, The - Speak, Brother, Speak!

### Divers
Année 1988
- OJC-1201 : Various - Prestige Soul Masterpieces

Année 1990
- OJC-6012 : Various - Guitar Player Presents: Jazz Guitar Classics - 1953 to 1974